# Nyírmihálydi-legelő
Nyírmihálydi-legelő este o arie protejată (arie specială de conservare — SAC, sit de importanță comunitară — SCI) din Ungaria întinsă pe o suprafață de 67,08 ha, integral pe uscat.

## Localizare
Centrul sitului Nyírmihálydi-legelő este situat la coordonatele 47°44′59″N 21°56′30″E / 47.749722°N 21.941667°E.

## Înființare
Situl Nyírmihálydi-legelő a fost declarat sit de importanță comunitară în mai 2004 pentru a proteja 2 specii de animale. Situl a fost protejat și ca arie specială de conservare în februarie 2010.

## Biodiversitate
Situată în ecoregiunea panonică, aria protejată conține 2 habitate naturale: Stepe panonice nisipoase, Pajiști aluvionare inundabile, de Cnidion dubii.
La baza desemnării sitului se află mai multe specii protejate:
- mamifere (1): popândău (Spermophilus citellus)
- nevertebrate (1): Carabus hungaricus

Pe lângă speciile protejate, pe teritoriul sitului au mai fost identificate 1 specie de nevertebrate.